# Loška Dolina
Loška Dolina è un comune di 3.954 abitanti della Slovenia meridionale.

## Geografia fisica

### Monti principali
Monte Nevoso (Snežnik), 1796 m; Škodovnik, 1260 m; Petelinjek, 1212 m; Veliki Vavkovec, 1172 m; Racna Gora, 1140 m; Obramec, 1131 m; Velika Kalvarija, 1075 m; Požar, 1033 m.

## Storia
Durante il dominio asburgico l'attuale comune di Loška Dolina era suddiviso nel comune di Lož (ted. Laas), che fungeva da capoluogo dell'omonimo distretto giudiziario e includeva anche i villaggi di Podlož (ted. Podlaas) e Sveta Ana (ted. Sankt Anna), e nel comune di Stari Trg (ted. Altenmarkt, l'attuale capoluogo). Quest'ultimo nel corso del XIX secolo assorbì gli ex comuni autonomi di: Knežja Njiva (o Knježja Njiva, ted. Grafenacker, che includeva il villaggio di Markovec, ted. Markoutz), Vrhnika (ted. Werchnik o Verchnig), Viševek (ted. Uscheug), Pudob, Nadlesk (o Nadlesek), Podcerkev (ted. Podzirku), Dane (ted. Danne), Kozarišče (o Kozaršče, ted. Kosarsche, che includeva il villaggio di Šmarata, ted. Sankt Margarethen), Vrh (ted. Werch), Babna polica (o Babina polica, ted. Babnapoliza), Babno Polje (o Babino Polje, ted. Babenfeld), Poljane (ted. Pölland), Iga Vas (ted. Iggendorf, che includeva il villaggio di Podgora). Sia Lož che Stari Trg facevano parte del distretto politico di Longatico, nel Ducato di Carniola.
A seguito della prima guerra mondiale e della fine dell'impero austro-ungarico, il territorio dell'odierno comune di Loška Dolina venne diviso. Gran parte del comune, assieme a buona parte della Carniola, entrò a far parte del neonato Regno dei Serbi, Croati e Sloveni, nel 1929 rinominato Regno di Jugoslavia. Parte dell'area montana del comune di Stari Trg, il cui principale centro era l'agglomerato di Dolina dei Noccioli (Leskova Dolina), venne invece inclusa nel 1920 col trattato di Rapallo entro i confini del Regno d'Italia.
Dal 1941 al 1943, a seguito dell'invasione della Jugoslavia da parte delle truppe dell'Asse, l'intero territorio comunale venne occupato dalle truppe italiane e annesso all'Italia, inquadrato nella neocostituita Provincia di Lubiana.

## Geografia antropica
Il comune di Loška Dolina è diviso in 21 insediamenti (naselja):
- Babno Polje
- Babna Polica
- Stari Trg pri Ložu, sede comunale
- Knežja Njiva
- Klance
- Kozarišče
- Dane
- Dolenje Poljane
- Markovec
- Nadlesk
- Lož
- Podcerkev
- Podgora pri Ložu
- Podlož
- Pudob
- Sveta Ana pri Ložu
- Šmarata
- Vrh
- Vrhnika pri Ložu
- Iga Vas
- Viševek